# Volkacher Stadtbefestigung

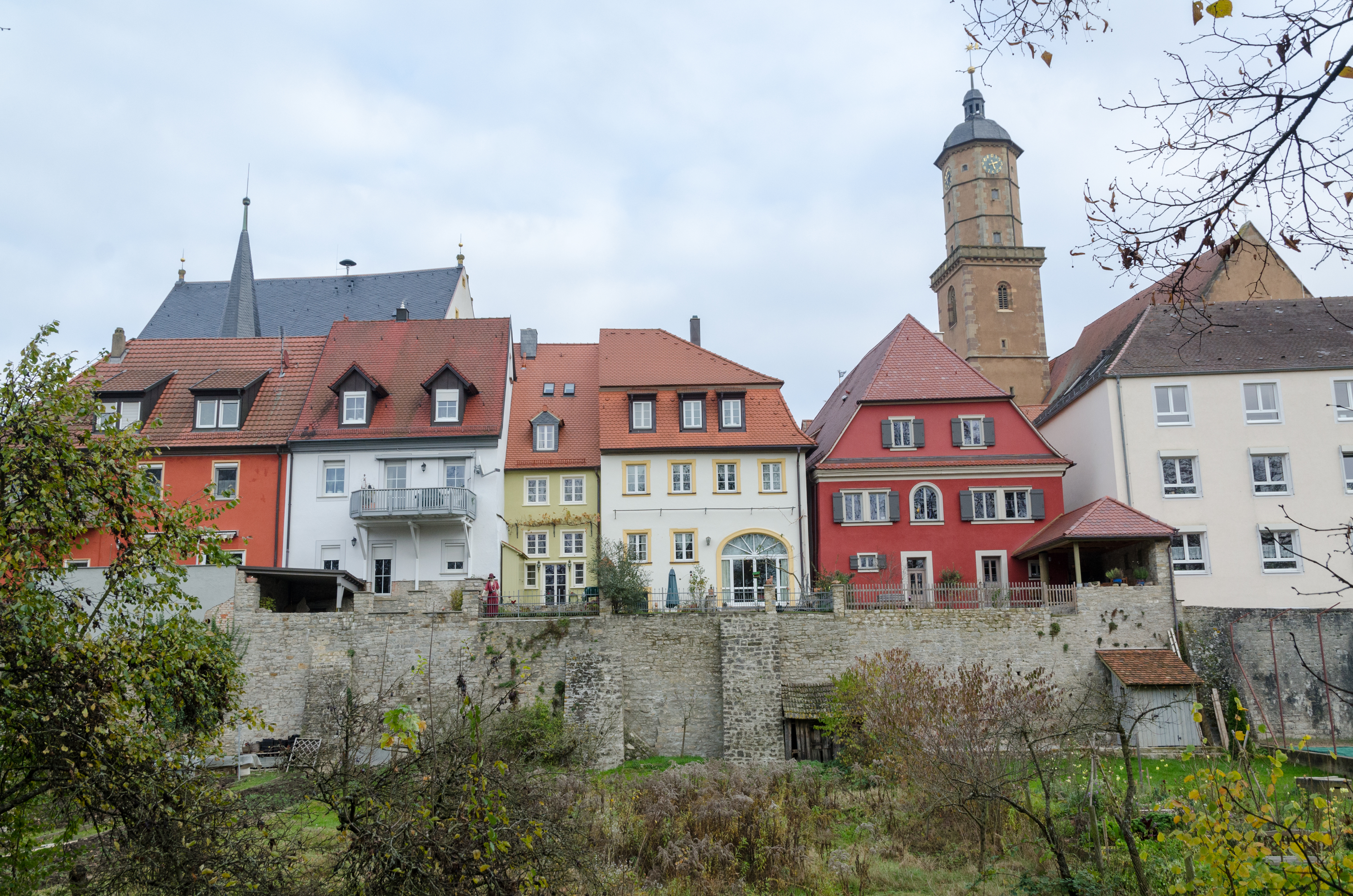
Die Überreste der Stadtmauer entlang der Schulgasse

Die ehemalige Volkacher Stadtbefestigung umgibt die Altstadt des unterfränkischen Volkach als zweifache Ringmauer mit Türmen, Toren und Grabenresten. Weite Teile der bereits seit dem 14. Jahrhundert nachgewiesenen Anlage sind erhalten und im 16. Jahrhundert weitgehend neu entstanden.

## Geschichte

### Erste und Zweite Befestigung (bis um 1540)
Die Entstehung der Volkacher Stadtbefestigung ist eng mit der Entwicklung der Kernstadt verbunden. In der Mitte des 13. Jahrhunderts stieg Volkach zu einer Gemeinde städtischen Charakters auf, erstmals im Jahr 1258 wurde die Bezeichnung civitas, also Stadt, verwendet. Die Statusveränderung ging mit einer wirtschaftlichen Aufwertung des Ortes einher, die sich insbesondere in der Abhaltung eines Zentralmarktes in (und vor) der Stadt zeigte. Gleichzeitig stieg auch das Schutzbedürfnis der Bürger an.

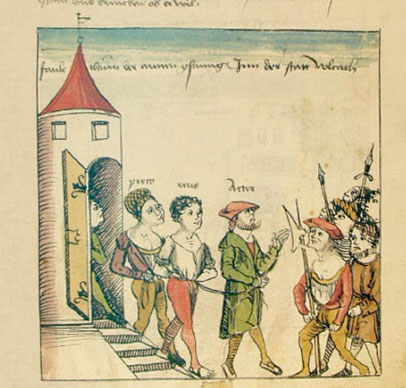
Der Faulturm, Volkacher Salbuch folio 388r

Wahrscheinlich entstanden um die Zeit des Aufstiegs zur Stadt auch die ersten Mauern um Volkach. Sie nutzten das Relief um die Siedlung aus und bezogen auch den Volkachbach in die Ummauerung ein. Die ersten Mauern waren standortgleich mit den noch vorhandenen Überresten der Befestigung, da das Areal der Stadt im Mittelalter und in der Frühen Neuzeit nicht erweitert wurde. Die Befestigungshoheit über die Stadt übten die Fürstbischöfe von Würzburg aus, die Bürger waren verpflichtet, die Anlagen zu unterhalten.
Während die erste Mauer um Volkach wohl vor allem aus den Baustoffen Holz und Erde errichtet worden war, gab es zu Beginn des 14. Jahrhunderts bereits einen Nachfolgerbau. Erstmals urkundlich erwähnt ist die Volkacher Befestigung in einer Urkunde von 1328, in der von einem Acker vor dem „oberen Tor“ die Rede ist. Die Mauer war wohl um 1300 aus Bruchstein gebaut worden und schloss mit zwei Toren im Süden und Nordwesten ab. 1375 erwähnte man die Mauer am Bauhof des Domkapitels.
Erstmals künstlerisch dargestellt wurden die Befestigungen im sogenannten Volkacher Salbuch des Niklas Brobst von Effelt. Brobst beschrieb in dem 1504 entstandenen Werk die Verfassung der damals unter mehreren Herren aufgeteilten Stadt. Die Rechte und Pflichten ihrer Bürger wurden mit Illustrationen verdeutlicht. Neben den beiden Toren tauchte im Salbuch auch die Stadtmauer auf, die aus einfachen Rechteckblöcken aus Sandstein gemauert erschien.
Verantwortlich für die Stadtmauer war der sogenannte Torwart, der die Schlüssel für die beiden Tore aufbewahrte und für das abendliche Schließen der Befestigung zuständig war. Er musste dem Bürgermeister einen Eid leisten. Daneben wurden auch die vielen Türme der Ringmauer von der Stadtgemeinschaft genutzt. So war der sogenannte Faulturm das Stadtgefängnis, wo mutmaßliche Verbrecher auf ihren Prozess warteten.

### Dritte Stadtbefestigung (bis um 1804)
Etwa 250 Jahre hielt die erste, steinerne Stadtbefestigung. Ab 1540 begann man damit, die Anlage zu erneuern. Treibende Kräfte waren die Fürstbischöfe von Würzburg, die ab 1520 die alleinige Herrschaft über Volkach hatten und den hinzugewonnenen Einfluss sichern wollten. Vor allem Julius Echter von Mespelbrunn, der ab 1573 in Würzburg regierte, investierte viel in die Volkacher Befestigung. Bis 1611 flossen von ihm 9927 Gulden in die Anlage, der Rat der Stadt schoss zusätzlich einen dreistelligen Betrag zu.

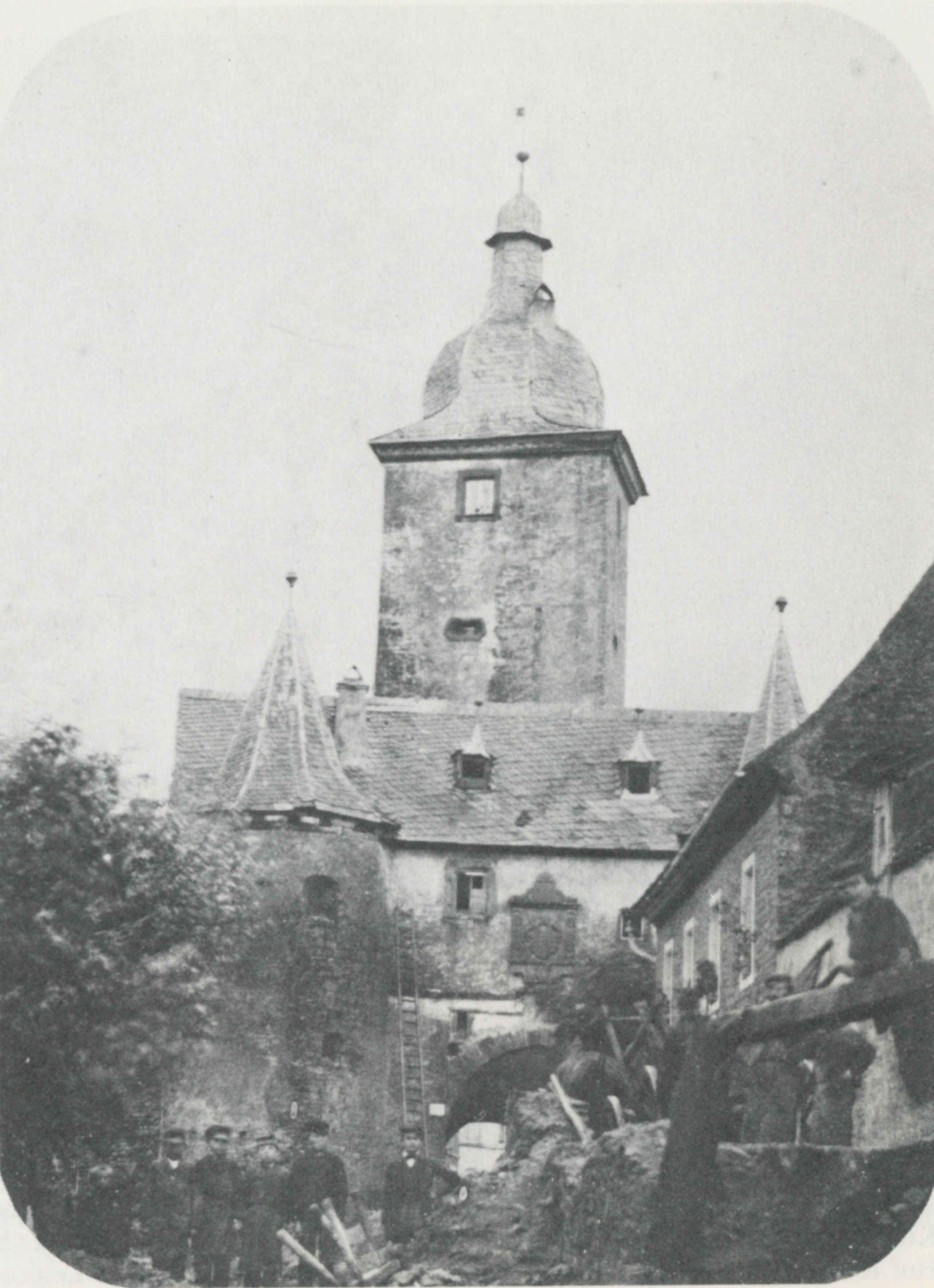
Unteres Tor mit Vorwerk, Fotografie 1871

Die ersten Elemente der neuen Stadtmauer entstanden im Jahr 1540. Im Jahr 1568 wurden die Zwingermauern vom Handwerker Hans Friedel verpanzert. 1573 mauerte Hans Geiger die Mauer am Gaibacher Tor neu und 1591 wurden Mauern zwischen dem Faulturm und dem Anwesen des Peter Schön errichtet. Der Rat investierte im Jahr 1608 Geld in den Wiederaufbau der Mainseite mit ihren acht Türmen. Vorher waren bereits die beiden Tortürme erneuert und mit Vorwerken ausgestattet worden.
Die Tortürme wurden mit diesen Vorbauten verstärkt und man unterstrich ihre Doppelfunktion. Sie sollten zum einen, wie der Rest der Befestigung, militärische Angreifer abwehren, zum anderen sorgten sie als Nadelöhre für das Funktionieren des Handels in der Stadt und die Einnahme des Zolls für die Stadtherren. Auch der Kirchturm der Stadtpfarrkirche St. Bartholomäus, der allerdings nicht zur Stadtbefestigung zählte, erfüllte wichtige Verteidigungsaufgaben. Dort wohnte der Türmer, der einen Rundblick über Volkach hatte.
Zu Beginn des 17. Jahrhunderts war die Stadtmauer bereits wieder weitgehend renovierungsbedürftig und musste Stück für Stück ausgebessert werden. Zwar wurde 1633 noch, mitten im Dreißigjährigen Krieg, das Obere Tor ausgebessert, und 1644 erneuerte man die Mauer vom Unteren Tor bis zum sogenannten Hammeltürmchen, allerdings hielt die Mauer den neueren Geschützen nicht mehr stand und verlor ihre militärische Schutzfunktion. Schweden und Kroaten eroberten die Stadt kampflos.
Nach dem langen Krieg war es dem Stadtrat nicht mehr möglich, viel Geld in den Erhalt und die notwendige Modernisierung der Mauer zu investieren. Bereits während des Dreißigjährigen Krieges waren die Stadtgräben als Weideland für das Vieh der Volkacher genutzt worden; in einigen verbliebenen Wasserstellen wurde noch Fischfang betrieben. Die Tümpel, die vom Wassergraben übrig geblieben waren, waren ein Herd für Krankheiten. Die Sage vom Drachen im Volkacher Stadtgraben, der mit seinem faulen Atem die Leute krankmacht, hat davon wohl ihren Ursprung. → siehe auch: Pestsagen in Volkach
Im Jahr 1760 wurden die Gräben endgültig zugeschüttet, vermessen und als Gartenland an die Bürger der Stadt verpachtet. Im 18. Jahrhundert begann man auch die geschlossene Bebauung der Altstadt bis an die Zwingeranlagen der Befestigung heranzuführen, sodass die drei Zwingergassen im Osten der Altstadt entstanden. Die Volkacher begannen, kleine Pforten in die Stadtmauer zu brechen. Dies wurde vom Magistrat der Stadt jedoch häufig wieder rückgängig gemacht.

### Auflösung der Befestigung (bis heute)

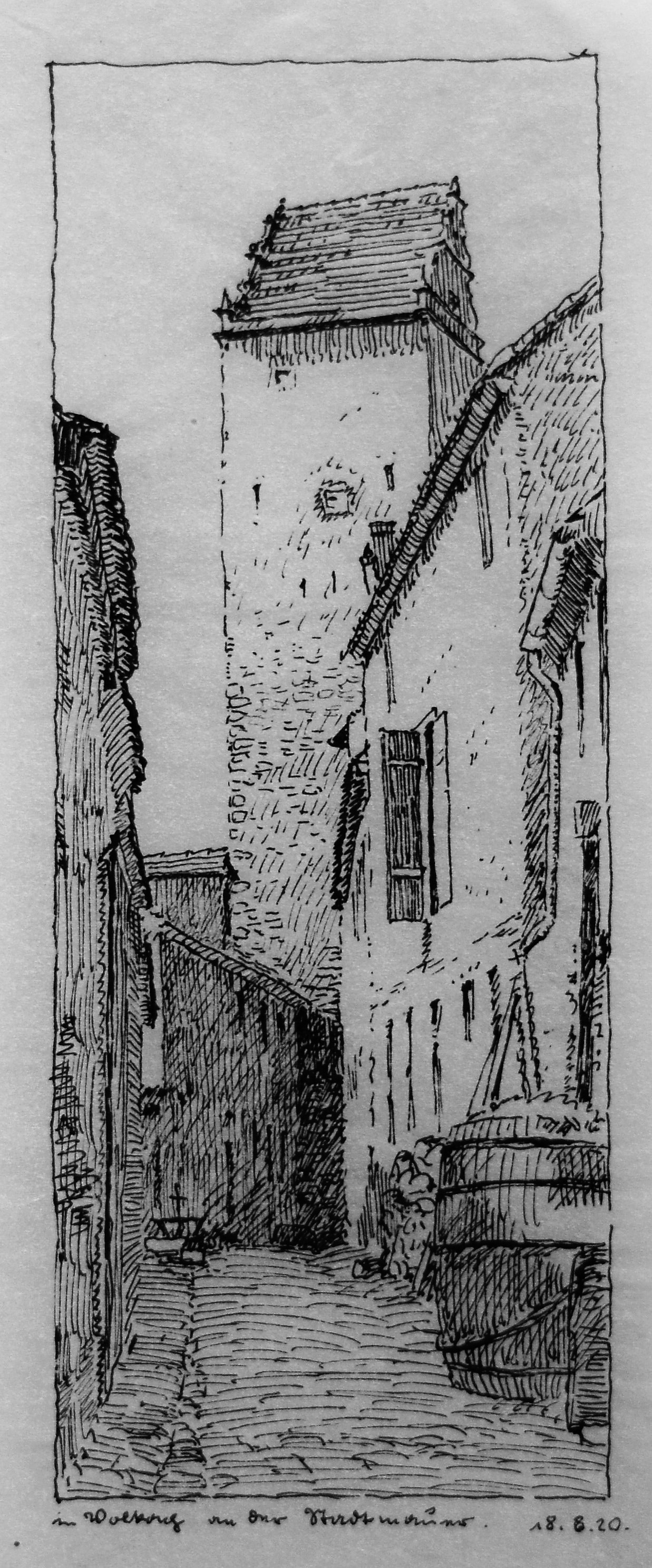
Stadtmauer am Oberen Tor, Walter Kittel 1919

Noch immer konnte die Stadt offiziell lediglich über das Untere und das Obere Tor betreten werden. Erst der große Stadtbrand von 1804, bei dem ein ganzes Viertel der mittelalterlichen Altstadt in Flammen aufging, führte zu einem Umdenken der Verantwortlichen. Das wohl bereits vorher inoffiziell genutzte Weihertor im Westen der Altstadt wurde geöffnet, zusätzlich entstand im Nordosten das Zeilitzheimer Tor. Beide Zugänge dienten dazu, die Löschwasserversorgung sicherzustellen.
Neben der Feuergefahr war die Stadtbefestigung für den anwachsenden Verkehr ab der Mitte des 19. Jahrhunderts zum Hindernis geworden. Am 23. September 1870 wurde deshalb das Vorwerk des Unteren Tores abgerissen, das Vorwerk des Oberen Tores folgte ein Jahr später. Die Tortürme selbst standen ebenfalls zur Diskussion, wobei auch vonseiten des Denkmalschutzes zunächst ein Abriss diskutiert wurde. Erst 1904 verzichtete der Stadtrat endgültig auf den Abriss der beiden stadtbildprägenden Türme.
Inzwischen hatte man weitere Breschen in die Befestigung geschlagen. 1875 entstand die Verbindung Eiergasse-Gerolzhofen, die die heutige Spitalstraße mit den neuentstehenden Stadtgebieten im Osten verband. Im Jahr 1913 löste man die Engstelle am Oberen Tor durch den Durchbruch des St.-Josef-Tors als Fußgängerpassage auf. 1930 riss man das dem Unteren Tor benachbarte Hebammenhaus ab. Nach dem Zweiten Weltkrieg entstanden weitere Durchgänge in der Weinstraße und durch das Rösserhaus auf der rechten Seite des Oberen Tores.
Der Verlauf der ehemaligen Volkacher Stadtbefestigung bildet die Begrenzung des Ensembles Altstadt Volkach. Daneben wurden einzelne erhaltene Elemente vom Bayerischen Landesamt für Denkmalpflege als Baudenkmäler eingeordnet. Untertägige Vorgängerbauten werden als Bodendenkmäler geführt. Häufig wurden einzelne Türme und Mauerreste in moderne Baulichkeiten eingebaut.

## Tore
Insgesamt besitzt die ehemalige Volkacher Stadtbefestigung heute fünf benannte Tore, von denen jedoch nur zwei bereits seit dem Mittelalter bestehen. Nur das Sommeracher und das Gaibacher Tor sind Elemente der eigentlichen Befestigung, die anderen Tore entstanden um die Wende zum 19. Jahrhundert. Die beiden älteren Tore waren gleichzeitig Zollorte, an denen einzuführende Waren verzollt werden mussten. Die neueren Tore dienen lediglich als Durchgänge.

### Oberes Tor

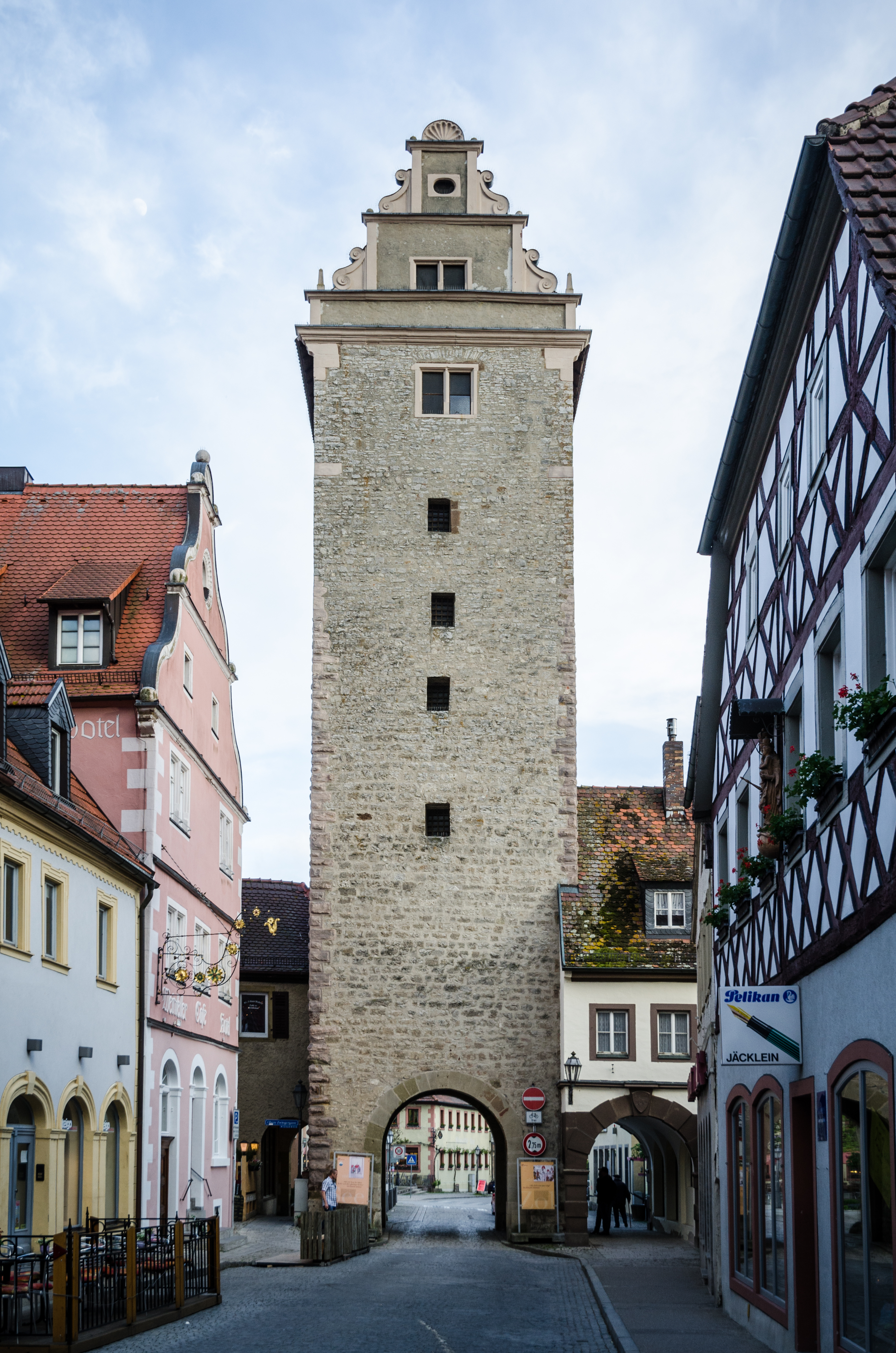
Das Obere Tor von der Altstadt aus

Das Obere Tor (auch Sommeracher Tor, Diebenturm) am südlichen Ende der Altstadt gilt als ältestes Element der Stadtbefestigung. Es wurde bereits im Jahr 1328 erwähnt, als ein Acker vor dem Tor genannt wurde. Auf einer Illustration im Volkacher Salbuch ist das Tor mit einem kleinen Dachreiter über einem Walmdach dargestellt. Den typischen Giebel erhielt der Bau im Jahr 1597, bis 1608 entstand vor dem Tor ein großes Vorwerk. Das Tor leitete zur Oberen Vorstadt über.
Der Torturm des Oberen Tores ist der zweithöchste Turm im Volkacher Stadtbild nach dem der Stadtpfarrkirche St. Bartholomäus. Er ist 18 m hoch und besitzt sieben Geschosse. Der Turm wurde mit einer rundbogigen Durchfahrt ausgestattet. Oberhalb der Durchfahrt wurde 1597 eine Inschriftentafel angebracht, die vom Wappen des Julius Echter von Mespelbrunn überragt wird. Das Sommeracher Tor wurde nach dem Faulturm jahrhundertelang als Gefängnisturm genutzt, was auch zur Rettung des Gebäudes beitrug.
Das Vortorhaus oder Vorwerk des Oberen Tores wurde 1871 abgerissen. Es existieren mehrere Darstellungen und Fotografien, die einen Eindruck der Baulichkeiten vermitteln. Im Zentrum standen die beiden runden Ecktürme der Anlage mit ihren hohen Spitzdächern. Dahinter überragte ein breiter Querbogen mit einem Bogengang und Arkadenöffnungen die Türme. Eine Treppe führte auf der rechten Seite zum Torturmumlauf. 49° 51′ 52,3″ N, 10° 13′ 36,5″ O

### Unteres Tor
Das Untere Tor (auch Gaibacher Tor, Krakenturm) am nordwestlichen Rand der Altstadt entstand zusammen mit dem Oberen Tor, wurde aber später genannt. Im Volkacher Salbuch ist das Tor nicht eindeutig zu identifizieren, allerdings könnte eine Darstellung des Torwächters vor einem „seiner“ Tore das untere Tor zeigen. Es wäre dann mit einem Fachwerkobergeschoss ausgestattet und mit einem Spitzhelm abgeschlossen gewesen. 1573 wurde das Gaibacher Tor erstmals mit dem Volkacher Nachbarort Gaibach namentlich in Verbindung gebracht.
Der heutige Turm entstand im Jahr 1579, als man die charakteristische Welsche Haube aufsetzte und eine Inschrift der beiden damaligen Bürgermeister der Stadt anbrachte. Das Untere Tor erhielt ebenfalls ein Torhaus, das im Jahr 1870 abgerissen wurde. Wie sein Pendant am Oberen Tor war es mit zwei Rundtürmen ausgestattet, die in Spitzhelmen ausliefen. Das Tor ist etwa 15 m hoch und hat sechs Geschosse, womit es das dritthöchste Gebäude in der Volkacher Altstadt ist. Es leitete früher in die Untere Vorstadt über. 49° 52′ 2,9″ N, 10° 13′ 31″ O

### Weihertor
Das Weihertor (auch Weiher Tor, Astheimer Tor) entstand wohl als erste Bresche in der vorher geschlossenen Stadtmauer. Der Zeitpunkt ist unklar, vielleicht entwickelte sich das Weihertor aus einem illegalen Durchgang der Volkacher Bevölkerung und wurde um 1804 offiziell zu einem Stadttor gemacht. Zunächst durfte die Bevölkerung das Tor nur in den Sommermonaten nutzen, um im nahen Main Wäsche zu waschen, im Laufe des 19. Jahrhunderts wurden diese strengen Auflagen gelockert.
Im Jahr 1859 wurde das Haus Nr. 62 abgebrochen, auf dessen Grundstück sich das bisherige Weihertor befand. Dadurch gewann der Durchgang an Breite. Das Tor erhielt, ähnlich wie das Zeilitzheimer Tor, vier Torpfosten, die mit einem Holztor verschlossen werden konnten. Im Jahr 1889 entfernte man das Tor und erweiterte die Straße als Verbindungsstrecke zur entstehenden Mainbrücke. Heute liegt das Weihertor in der Georg-Berz-Straße. 49° 51′ 56,8″ N, 10° 13′ 30,7″ O

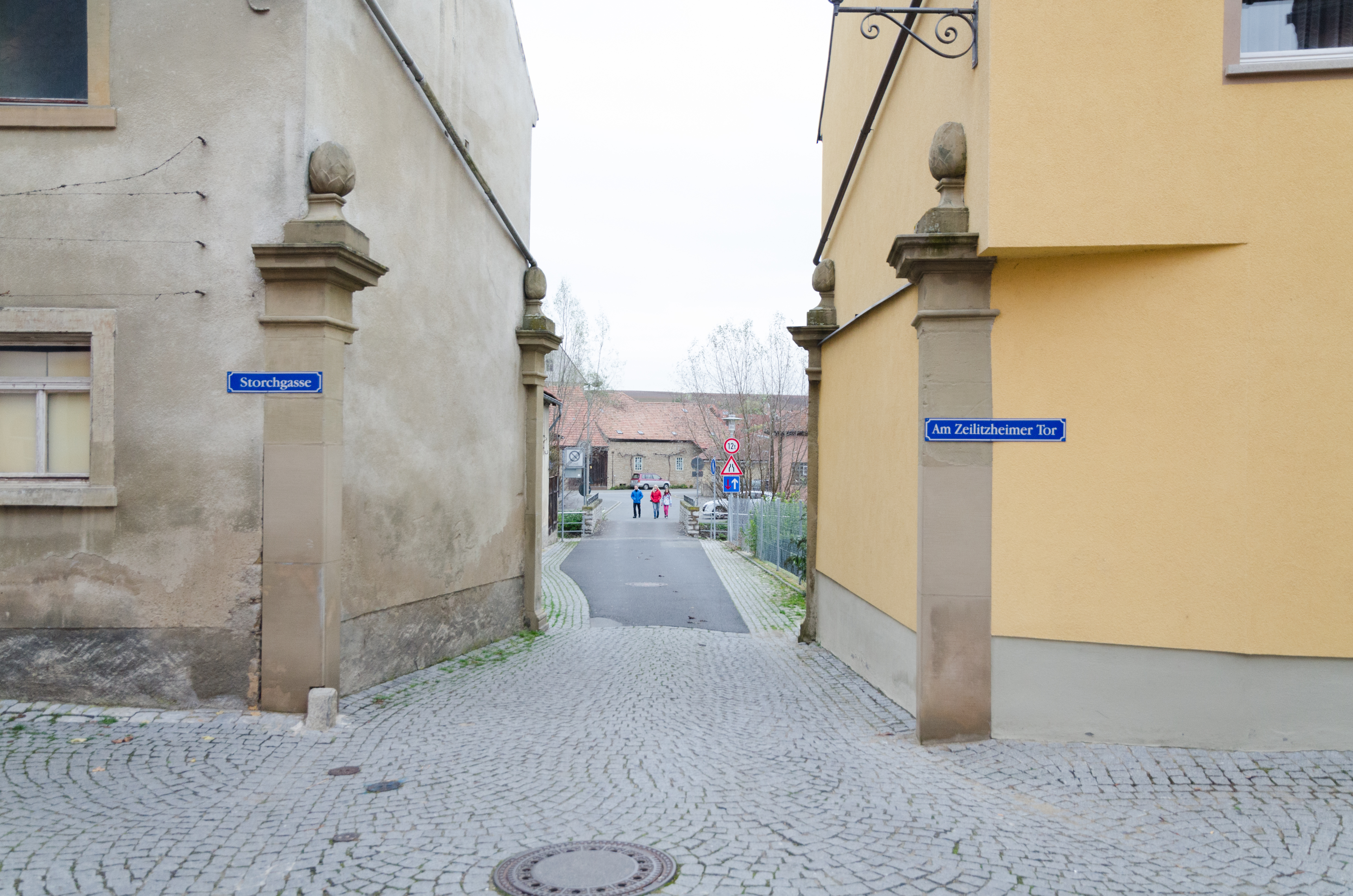
Das Zeilitzheimer Tor

### Zeilitzheimer Tor
Das Zeilitzheimer Tor (auch Bachtor) bildet einen Zugang zur nordöstlichen Altstadt. Es entstand wohl nach dem Stadtbrand von 1804, als man entweder ein vorhandenes Gebäude abriss, oder die Bresche eines zerstörten Anwesens nutzte. Das Tor wurde durch vier im Rechteck aufgestellte Torpfosten mit Pinienzapfen gebildet, zwischen die ein Holzgatter eingebaut war. Die Pfosten haben sich erhalten und werden als Baudenkmal geführt. 49° 52′ 3,8″ N, 10° 13′ 39,1″ O

### St.-Josefs-Tor mit Turmwächterhaus
Das jüngste Tor in der Volkacher Stadtbefestigung ist das St.-Josefs-Tor, das auf der linken Seite direkt neben dem Oberen Tor eine Fußgängerpassage ist. Es entstand nach einem Brand im Jahr 1911, bei dem der Bereich neben dem Oberen Tor vollständig zerstört wurde. Der geplante Wiederaufbau führte zu einer Diskussion um die Entlastung dieser Engstelle. Mehrere Entwürfe wurden eingereicht, bis im Jahr 1913 der Durchgang vollendet werden konnte. Innen wurde eine Inschrift mit der Bezeichnung „St. Josefstor“ angebracht. 49° 51′ 52,2″ N, 10° 13′ 36,2″ O

## Weitere erhaltene Reste

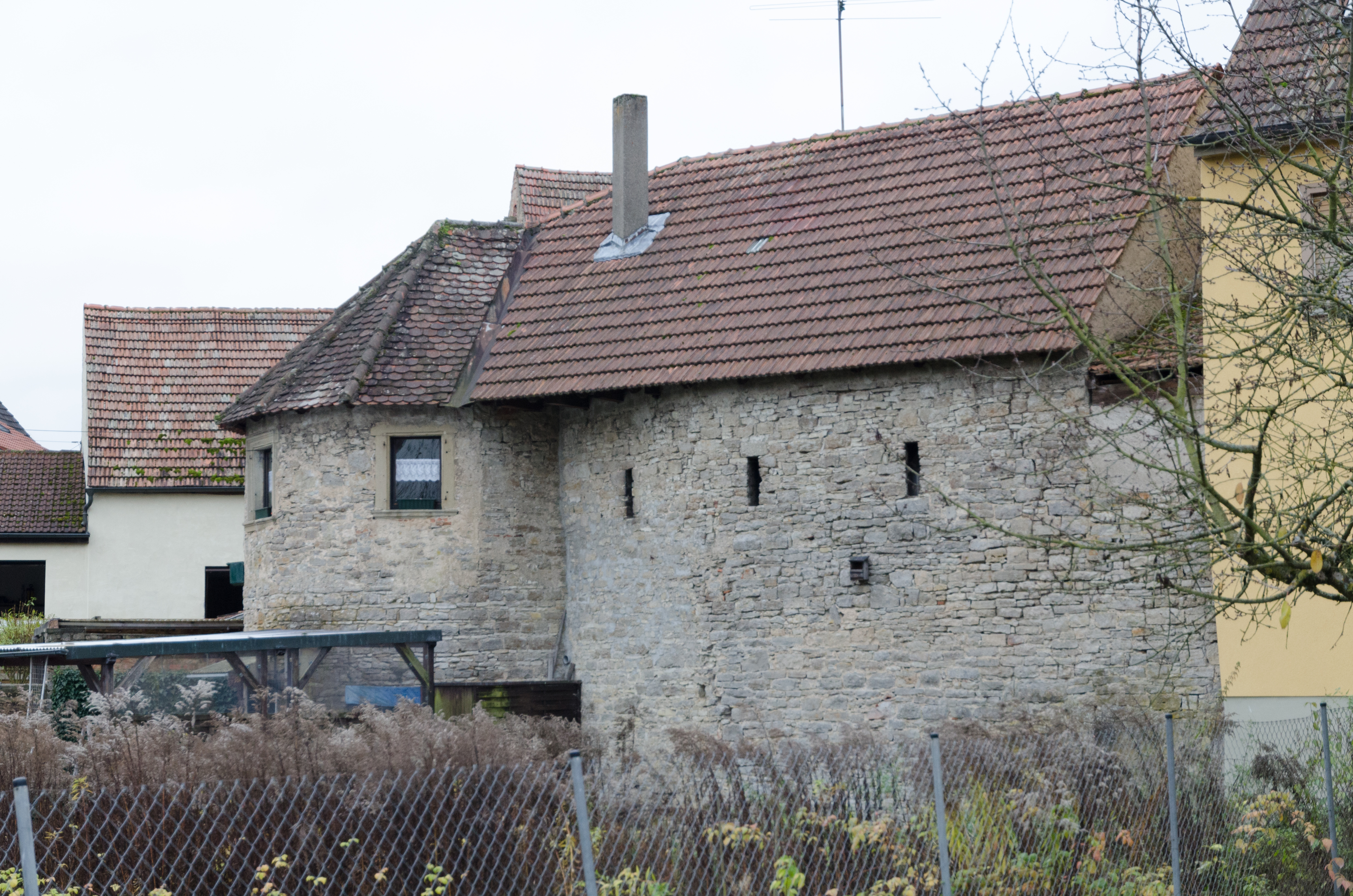
Rundturmstumpf am Zeilitzheimer Tor

Die äußere Stadtmauer, die ursprünglich zwischen innerer Mauer und Zwinger verlief, ist weitgehend erhalten. Das Bayerische Landesamt für Denkmalpflege machte auf über 25 Grundstücken Reste der Befestigung aus. Insbesondere auf der Westseite, wo das Gelände von je her flacher und der Stadtgraben breiter ausgebildet war, haben sich sichtbare Überreste bewahrt. Im Osten schließen sich neuere Wohngebiete an, der Geländeabfall war steiler und musste überwunden werden, weshalb dort die meisten Reste überbaut sind.
Vom Unteren Tor zieht sich die erhaltene Stadtmauer entlang der Storchengasse. Die dichte Bebauung lässt die Mauer, die dort einst verlief, noch erahnen, wobei die meisten sichtbaren Teile in die Häuser eingebaut wurden. Der Graben ist gut zu erkennen. Weiter östlich, nach dem Zeilitzheimer Tor, erscheint an der nach Süden abfallenden Ecke ein als Wohnhaus ausgebauter, runder Turmstumpf des 14. oder 15. Jahrhunderts. (49° 52′ 3,6″ N, 10° 13′ 40,4″ O)
Die ehemalige Stadtmauer zog sich entlang der Achse Untere, Mittlere und Obere Zwingergasse und ist im östlichen Teil der Stadt weitgehend überbaut. Lediglich von der Richard-Haupt-Straße aus sind wenige Überreste sichtbar. Auf dem Grundstück Gänseplatz 22 befand sich ursprünglich ein Rundturm, von dem es keine Überreste gibt. Von der Prof.-Jäcklein-Straße aus ist ein großer Rundturmstumpf sichtbar, der im Haus Obere Zwingergasse 12 verbaut ist. (49° 51′ 54,9″ N, 10° 13′ 41,7″ O) Ein weiterer eingebauter Stumpf existiert im Haus Obere Zwingergasse 2.

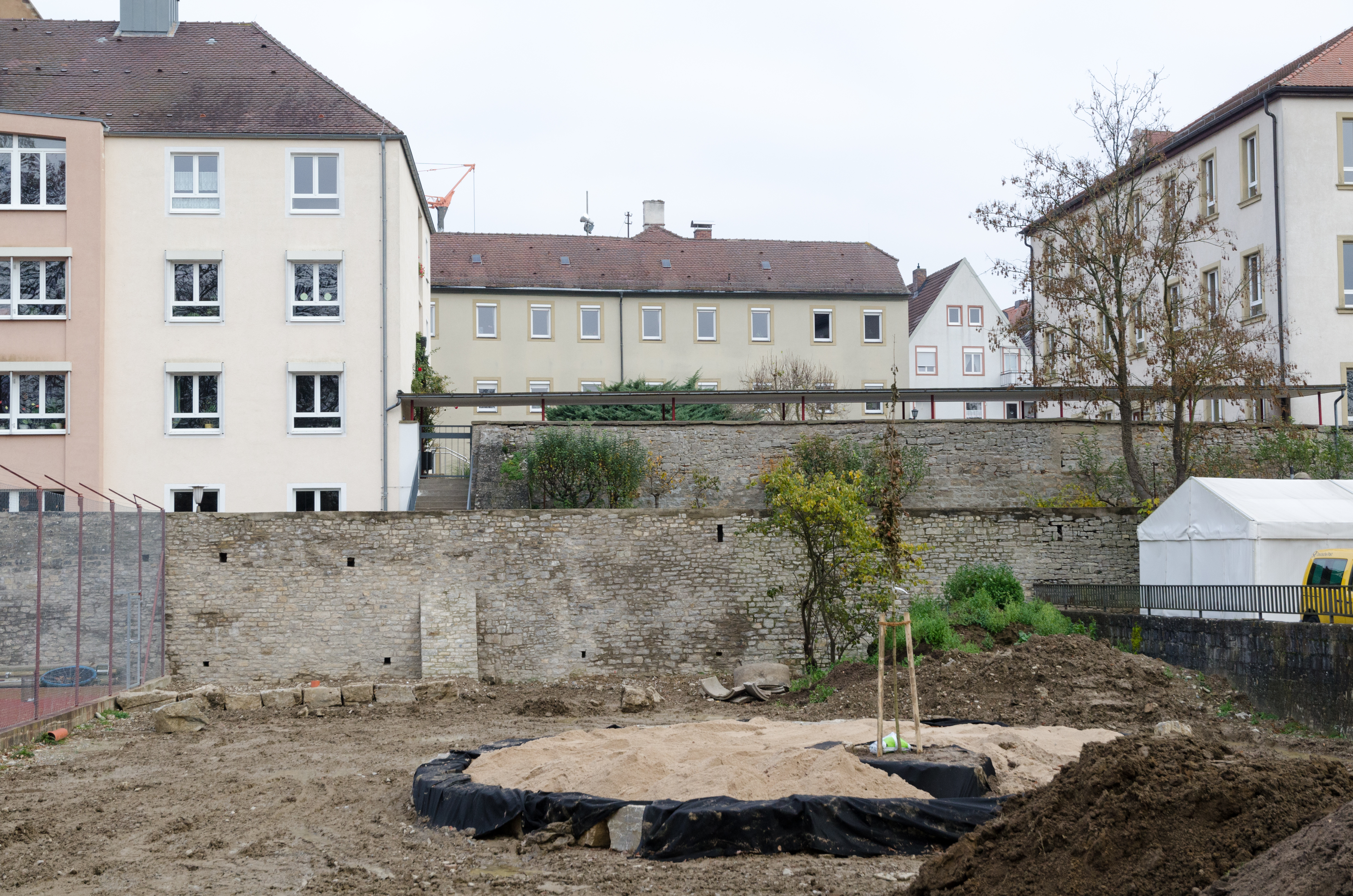
Doppelte Stadtmauer am Kloster St. Maria

Im Westen des Oberen Tores beginnt der am besten erhaltene Teil der Befestigungsanlage. In der Bahnhofstraße sind in den Gärten mehrere Rundturmstümpfe erhalten. Auf Höhe der Mädchenrealschule, wo sich die Mauer nach Norden wendet, bestehen beide ehemaligen Ringmauern hintereinander. Dort befindet sich ein Rundturmstumpf eines ehemaligen Eckturms. Daneben blieb der Wehrgang erhalten. Die doppelte Ringmauer endet auf Höhe des Klosters St. Maria. (49° 51′ 51,8″ N, 10° 13′ 32,1″ O)
Weiter im Norden ist ein weiterer, gut erhaltener Mauerrest vom Hindenburgpark aus sichtbar. 
Mehrere Turmstümpfe werden zumeist von den angrenzenden Gebäuden der Altstadt in der Badgasse genutzt. Daneben ist dort die alte Struktur der Grabengärten erhalten. In diesem Abschnitt gibt es die letzten Überreste von Stützpfeilern, die sonst in der Stadtmauer nicht zu finden sind. (49° 51′ 56″ N, 10° 13′ 30,9″ O)
Der Damm über die Gräben in der Georg-Berz-Straße ermöglicht einen Blick auf die beiden besonders gut erhaltenen Abschnitte der ehemaligen Befestigung. Entlang der Grabengasse ziehen sich Mauerreste, darunter sind die langgestreckten Grabengärten. Die meisten Teile der Mauern wurden in den an die Gräben gebauten Häusern verbaut. Der Ring der Stadtmauer schließt sich im Nordwesten mit dem Erreichen des Unteren Tores.

## Grabengärten
Besonders markant sind die noch im Westen der Stadt erhaltenen Grabengärten um Volkach. Es handelt sich um langgestreckte Gartengrundstücke der Anwohner. Bereits im Jahr 1698 wurden Gärten vor der Befestigung erstmals erwähnt. So ist von einer öden „Hofstatt nebst Gärtlein am Untern Thor“ die Rede. Im 18. Jahrhundert schüttete man den nutzlos gewordenen Graben weitgehend zu, parzellierte ihn und verteilte im Jahr 1760 das daraus entstandene Gartenland an die Bürger.
Zunächst war die gesamte mittelalterliche Altstadt von den Grabengärten umgeben. Die Benennung der Gärten war in drei Abschnitte geteilt, es gab die „Grabengärten“ (an der Ost- und Südseite der Mauer), die „Seegärten“ (im Westen um das Weihertor) und die Gärten im „Storchengrund“ (im Norden beim Gasthof zum Storchen). Um 1835 gab es etwa 100 Gartengrundstücke in den alten Gräben. Auf der Ostseite begann allerdings in der Mitte des 19. Jahrhunderts das Stadtwachstum, und man verbaute nach 1870 die dortigen Gärten. (49° 51′ 57,5″ N, 10° 13′ 29,5″ O)